# Petelea
Petelea é uma comuna romena localizada no distrito de Mureș, na região histórica da Transilvânia. A comuna possui uma área de 43.64 km² e sua população era de 2924 habitantes segundo o censo de 2007.